# Culex pedroi
Culex pedroi är en tvåvingeart som beskrevs av Sirivanakarn och John Nicholas Belkin 1980. Culex pedroi ingår i släktet Culex och familjen stickmyggor.
Artens utbredningsområde är Panama. Inga underarter finns listade i Catalogue of Life.